# Spilogona dimorpha
Spilogona dimorpha este o specie de muște din genul Spilogona, familia Muscidae, descrisă de Fritz Isidore van Emden în anul 1965.
Este endemică în Myanmar. Conform Catalogue of Life specia Spilogona dimorpha nu are subspecii cunoscute.